# Raik Arnold
Raik Arnold (23 de mayo de 1964) es un deportista alemán que compitió en judo. Ganó una medalla de bronce en el Campeonato Europeo de Judo de 1992 en la categoría de –60 kg.

## Palmarés internacional
| Campeonato Europeo | Campeonato Europeo | Campeonato Europeo | Campeonato Europeo |
| Año                | Lugar              | Medalla            | Categoría          |
| ------------------ | ------------------ | ------------------ | ------------------ |
| 1992               | París (Francia)    | Medalla de bronce  | –60 kg             |